# Qubena
Qubena（キュビナ）は、株式会社COMPASSが開発・提供する、教育機関向け学習eポータル+AI型教材である。

## 概要
Qubenaは小中学校の五教科に対応したサービスである。学習指導要領にも対応している。回答する場合にはクイズのような形式で問題が出題される。回答の方法は様々で、国語では漢字を書く問題、算数では図形の作図の問題、社会では正解の選択肢を当てる問題、英語では単語を並び替えて正解の英文を導く問題など、各教科ごとの独特の回答方式にも対応している。
また、AIが回答者に合わせた最適な問題を出題する。例えば、間違えた問題があったとすればその問題と、関連する他の問題が多く出題されるようになる。
教育者は生徒の回答状況を細かく見ることができる。各生徒の正答率や回答時間、間違えた箇所を確認できる。
Webサイト上のサービスであるためWebブラウザから利用することができる。このため、端末へのアプリケーションのインストールの必要がない。現在、対応しているWebブラウザはGoogle Chrome、Microsoft Edge、Safariである。
Qubenaは全国170以上の自治体、2300以上の公立・私立の小中学校で採用されており、計100万人以上の学習のサポートをしていると公式サイト上で広告している。

## 成果
Qubenaの公式サイトにおいて、学習効果を次のように上げている。
01 従来の半分の時間で授業が進む
公式サイトにおいては、63時間の授業時間が約1/2の31時間になったとしている。
02 16日間の学習で単元テストの点数がUP！
16日間で単元テストの成績が平均40%上がったとしている。
03 児童・生徒が数学に意欲的に取り組むように！
Qubenaを使用する前と後で生徒にアンケートを行った結果、生徒の満足度は平均13.6ポイント上昇したとしている。

### コロナ禍での使用
日本国内でも2020年から続く新型コロナウイルス感染症による影響での休校や分散登校などの状況下でも、一定の効果があったとされる。デジタル教材であるために生徒間の対面を避けつつのQubenaを使用した学習が行えるため、コロナ禍に最適だったと言える。

## 歴史
- 2016年（平成28年） - AI型教材の先駆けとして「Qubena 小学算数・中学数学」がリリース。
- 2018年（平成30年） - 同年度のグッドデザイン賞を受賞した[6]。
- 2021年（令和3年） - 教科を拡大し、「Qubena 小中5教科対応版」のサービス提供を開始。
- 2022年（令和4年）9月 - 新たに学習eポータルの機能を備え、学習eポータル+AI型教材「Qubena」としてサービス提供を開始[7]。